# Nous (banda)
Nous es una banda argentina del género rock/pop formados en el año 2011. 

## Historia
En invierno del 2011 nace la banda, en la ciudad de Buenos Aires.
Los primeros integrantes fueron Pablo Vita y Nicolás Domesi, adoptando en esta primera etapa, el nombre de Panic.
En la conformación de la banda, estuvieron: Melisa Erauskin en voz, Rafa Parodi en bajo, Diego Albani en guitarra, Germán Arbelaiz y Sherar en batería y la deliciosa presencia de Quique Charlin en guitarra líder(guitarrista de los Drugos,en Argentina). Así se llegó a la formación actual con " los mismos de siempre": 
Daniel Zabotkine en batería, Jorge Moore en bajo, Walter Lion en guitarra, Nicolás Domesi en guitarra y Pablo Vita en guitarra y voz.

## Discografía
- Nous (2015)

### Sencillos
- Gen de 10  (2015)
- La gente    (2015)
- Algo nuevo    (2015)
- Una larga noche    (2015)
- Vi quien soy    (2015)
- Vida    (2015)
- My son    (2015)
- Película antiporno ( letra Bergara, Vita)   (2015)
- Shadowplay (Joy Division)    (2015)
- Jean Genie - versión en español (David Bowie)    (2015)